# Mats Hummels
 Mats Hummels (prononcé en allemand : [ˈmats ˈhʊml̩s]), né le 16 décembre 1988 à Bergisch Gladbach en Allemagne de l'Ouest, est un ancien footballeur international allemand ayant évolué au poste de défenseur central.
Il est considéré par de nombreux médias comme l'un des meilleurs défenseurs de son époque,. Il est champion d'Allemagne en 2011 et 2012 et finaliste de la Ligue des champions en 2013 et 2024 avec le Borussia Dortmund.  
Avec le Bayern Munich, il devient triple champion d'Allemagne en 2017, 2018 et 2019 avec une Coupe d'Allemagne en 2019 et deux Supercoupe d'Allemagne en 2016 et 2017. 
Il est vainqueur du Championnat d'Europe espoirs en 2009 et remporte la Coupe du monde 2014 avec l'équipe d'Allemagne.

## Biographie

### Jeunesse
Né d'un père footballeur et d'une mère journaliste de football, le jeune Mats Hummels fait ses classes dans le centre de formation du FC Bayern Munich. À 17 ans, il devient l'un des cadres réguliers de l'équipe espoirs du club bavarois. 

### Carrière de joueur

#### Bayern Munich (2006-2009)

##### Barré par la concurrence
Promu en équipe première en décembre 2006, le jeune défenseur allemand dispute son premier match professionnel de Bundesliga contre le 1. FSV Mainz 05, le 19 juin 2007. Néanmoins, Hummels n'arrive pas à s'imposer en équipe première face à la concurrence de Daniel Van Buyten, Lúcio et Martin Demichelis. En décembre 2007, durant le mercato d'hiver, le Bayern Munich recrute le prometteur défenseur brésilien Breno et Hummels est prêté au Borussia Dortmund pour un an et demi.

#### Prêt au Borussia Dortmund (2008-2009)

##### Épanouissement d'un talent
Sous les couleurs du club de la Ruhr, Mats Hummels dispute 13 matchs lors de la seconde partie de la saison 2007-2008. Durant la saison, il affronte son ancien club du Bayern en finale de la Coupe où il est battu en prolongation 1-2 puis prend sa revanche en Supercoupe d'Allemagne avec le score inverse. Lors de la saison 2008/2009, Il s'impose progressivement en défense centrale au sein de l'équipe du Borussia Dortmund mais une grave blessure coupe son élan et il est écarté des terrains pendant la dernière partie de la saison.

#### Borussia Dortmund (2009-2016)

##### Indispensable dès le début (2009-2011)
Le 6 février 2009, il signe un transfert définitif au Borussia Dortmund pour 4 millions d'euros et contrat d'une durée de quatre ans. À partir du début de la saison 2009/2010, il devient un titulaire régulier en défense centrale au côté de Neven Subotić et dispute 30 matchs, inscrivant 5 buts. La saison suivante est plus brillante puisqu'il est l'un des grands artisans de la victoire du Borussia Dortmund dans le championnat d'Allemagne de football 2010/2011, disputant 32 matchs et inscrivant 5 buts. Le magazine allemand Kicker référence en matière de football en Allemagne, lui attribue la meilleure note au classement du meilleur joueur de la saison en 2010-2011.

##### Pilier du Borussia Dortmund (2011-2016)
En 2012, il remporte à nouveau et pour la deuxième année consécutive le championnat d'Allemagne de football et le 3 juin 2012, il prolonge son contrat jusqu'en 2017. Le magazine Kicker le classe premier dans la catégorie des défenseurs. Son style de jeu, ses performances sur le terrain lui valent d'être comparé à Franz Beckenbauer,,,.

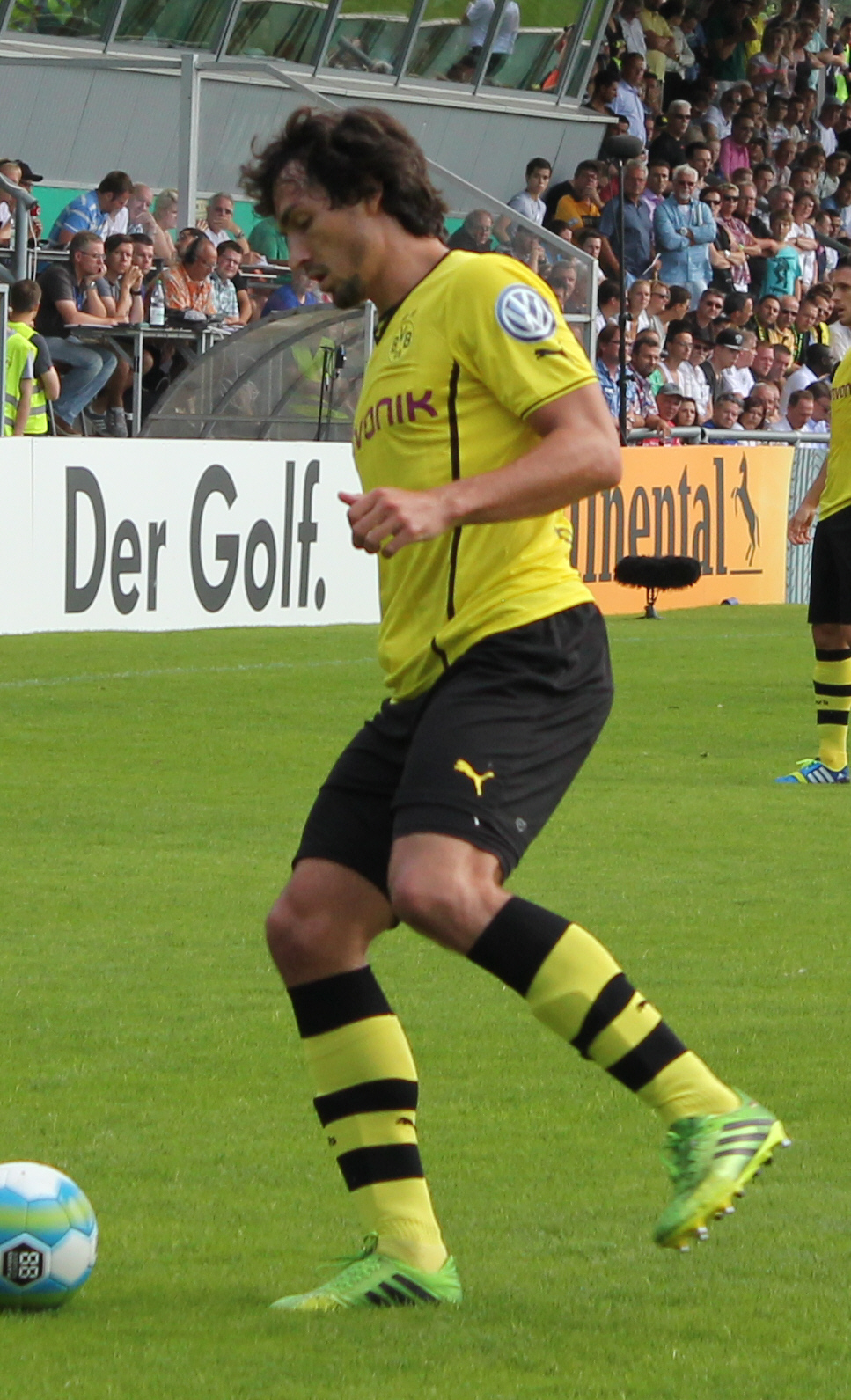
Mats Hummels sous les couleurs du Borussia Dortmund.

En 2013, le Borussia Dortmund ne peut rivaliser avec le Bayern Munich en championnat et laisse échapper le titre de champion. En revanche, le club brille en Ligue des champions et Hummels est l'un des grands artisans de la qualification en finale de la compétition. Le club s'inclinera en finale contre le Bayern Munich (2-1). Quelques mois plus tard, en prologue de la saison 2013-2014, c'est le Borussia Dortmund qui prend sa revanche sur le club bavarois en remportant la Supercoupe d'Allemagne 4 - 2. Mais le reste de la saison est plus compliqué pour le Dortmund qui voit une large partie de son effectif se blesser tout au long de la saison. Mats Hummels connaît aussi des difficultés : il récolte le premier carton rouge de sa carrière le 5 octobre 2013, lors d'un match de championnat contre le Borussia Mönchengladbach et est écarté des terrains pendant deux mois, après une blessure contractée lors d'un match amical international contre l'Angleterre en novembre. À peine revenu des terrains fin janvier, il est de nouveau écarté et ne fait son retour que le 1er mars 2013 contre le 1. FC Nürnberg. Un retour qu'il signe par un but et qui coïncide à une montée en puissance de son équipe, qui arrive à se hisser à la seconde place du championnat, à battre le Bayern Munich 3 à 0 à l'Allianz Arena et à réussir à faire douter le Real Madrid, futur vainqueur de la Ligue des champions, en demi-finale de cette compétition. Néanmoins, comme la saison précédente, celle-ci sera vierge de titre. Le Borussia Dortmund s'incline 2 à 0 en prolongations de la finale de la Coupe d'Allemagne de football contre le Bayern Munich. Une finale entachée d'une polémique puisque Mats Hummels avait inscrit un but parfaitement valable qui avait été refusé par l'arbitre, lors du temps réglementaire.
Le 10 août 2014, Jürgen Klopp nomme Mats Hummels capitaine du Borussia Dortmund pour la saison 2014-2015. Il prend la succession de Sebastian Kehl. En mai 2015, il prolonge avec le club allemand,. Le 15 juin 2015, il se marie avec l’animatrice Cathy Fischer, qu’il connaît depuis 2007. 
En avril 2016, Hummels annonce vouloir quitter Dortmund pour rejoindre son club formateur du Bayern Munich. Pourtant, le champion du monde 2014 nie les faits quelques jours plus tard, expliquant : « Tout est possible. Rien n’est décidé encore. Ce stupide communiqué a créé une fausse impression. Je ne sais pas pourquoi ça a été fait ». Finalement, il rejoint le Bayern après plusieurs jours de controverses et attentes. Hummels laisse une lettre pour le club et ses fans, expliquant son choix : « À la fin, j'ai choisi de commencer à réaliser un nouveau défi, dans ma ville natale, où vivent ma famille et beaucoup d'amis. Il est clair que ce sera difficile pour certaines personnes de comprendre ma décision. Mais après huit ans et demi de moments vraiment superbes à Dortmund, il était temps pour moi d'essayer quelque chose de nouveau. ». Le 21 mai, il joue son dernier match en tant que Borussen lors d'une défaite en finale de Coupe d'Allemagne face à son futur club. Malgré son statut de star chez les jaunes et noirs, Hummels n'aura pas eu de cérémonie d'adieux au Signal Iduna Park.

#### Retour au Bayern Munich (2016-2019)

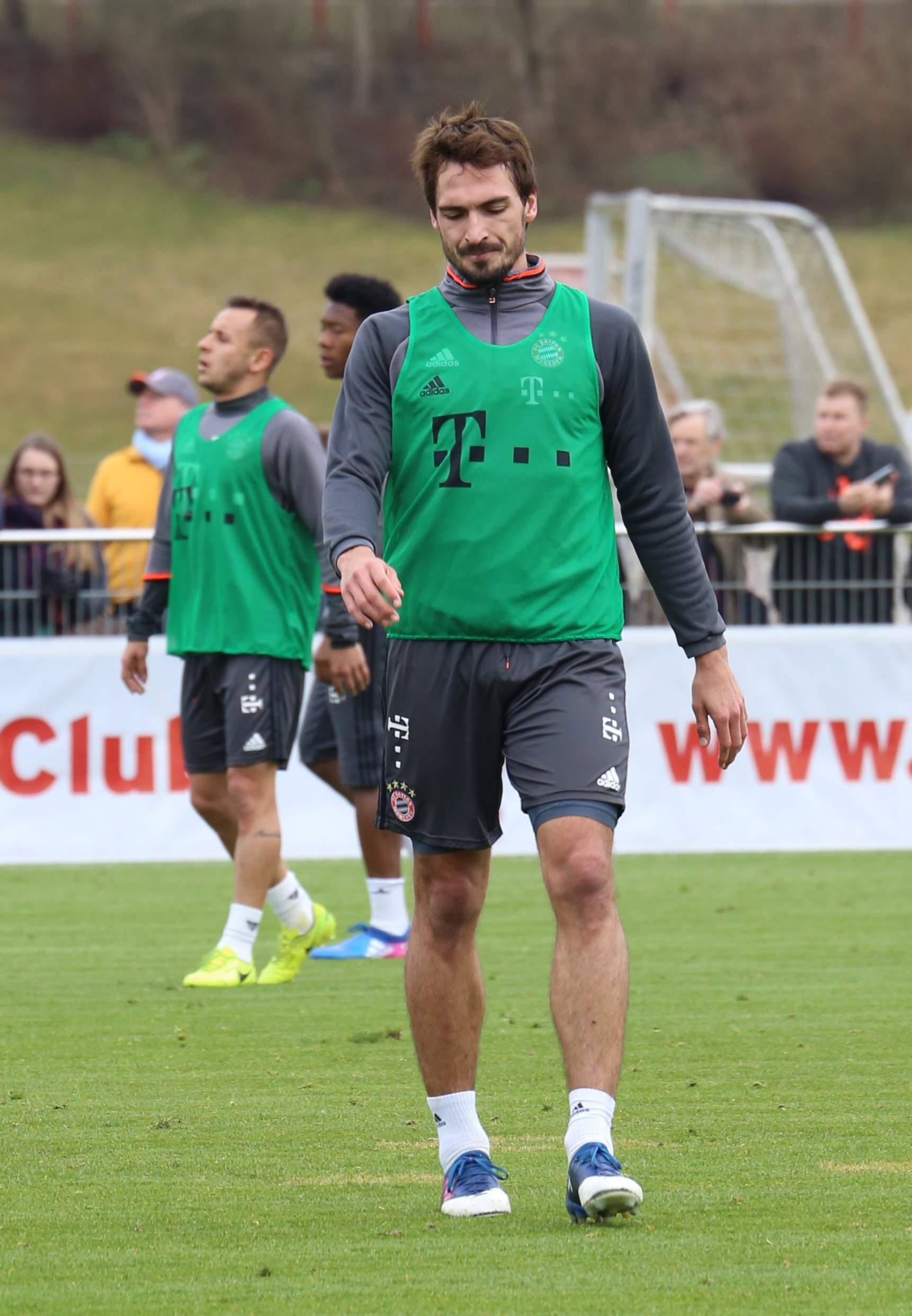
Hummels avec le Bayern Munich en 2017.

Le 10 mai 2016, il est officiellement transféré au Bayern Munich son club formateur, pour la saison 2016-2017,. Il signe un contrat de cinq ans. Durant la finale de la Supercoupe d'Allemagne, il délivre une passe décisive de la tête pour Thomas Müller qui inscrit le deuxième but lors de la victoire de son équipe contre son ancien club de Borussia Dortmund. Aligné en défense centrale, Hummels remporte avec le club bavarois, le Championnat d'Allemagne 2016-2017 et s'illustre notamment en réalisant ce que beaucoup de médias considèrent comme le "tacle de la saison" lors d'un match contre l'Eintracht Francfort, en empêchant l'attaquant Branimir Hrgota de marquer un but. 
Patron de la défense centrale, il remporte à nouveau le Championnat d'Allemagne en 2018 et 2019, disputant 82 matchs toutes compétitions confondues, inscrivant 6 buts.

#### Retour au Borussia Dortmund (2019-2024)
Le 19 juin 2019 est annoncé le retour de Mats Hummels au Borussia Dortmund. Il signe un contrat courant jusqu'en 2022 et son transfert est estimé à 38 millions d'euros.
Le 31 octobre 2021, il se fait remarquer en inscrivant deux buts face à l'Arminia Bielefeld. Il permet ainsi à son équipe de s'imposer (0-2 score final). Lors de cette saison 2020-2021, il revient à son meilleur niveau, étant  à la mi-saison le joueur ayant le meilleur pourcentage de duels gagnés dans le championnat d'Allemagne. Patron de la défense de Dortmund et valeur sûre de Bundesliga, il s'impose comme l'un des meilleurs éléments à son poste grâce notamment à son placement, son jeu de tête et sa capacité à construire le jeu depuis l'arrière.
Le 24 mai 2023, Mats Hummels prolonge son contrat avec le Borussia Dortmund d'une saison supplémentaire, soit jusqu'en juin 2024.
Le 16 septembre 2023, Hummels est l'auteur d'un doublé sur la pelouse du SC Fribourg, lors d'un match de Bundesliga. Le défenseur central contribue ainsi à la victoire de son équipe par quatre buts à deux,. Hummels se met en évidence le 28 novembre 2023, à l'occasion d'une rencontre de Ligue des champions face à l'AC Milan, participant ce jour-là à la victoire de son équipe à San Siro (1-3 score final). Le défenseur, élu homme du match par l'UEFA est salué par la presse et son entraîneur Edin Terzić évoque une prestation de "classe mondiale" pour son joueur.
En fin de contrat au 30 juin 2024, il quitte le club ou il aura disputé 508 rencontres sous le maillot jaune et noir.

#### Première expérience étrangère à l'AS Roma (2024-2025)
Le 4 septembre 2024, Mats Hummels s'engage pour la première fois dans un club non allemand. Il rejoint l'AS Roma pour une saison et y porte le numéro 15.
Il joue son premier match pour la Roma le 27 octobre 2024, lors d'une rencontre de Serie A contre l'ACF Fiorentina. Il entre en jeu et participe de façon malheureuse à la défaite de son équipe en marquant contre son camp.
Mats Hummels a célébré sa première apparition dans le onze de départ lors de la cinquième journée de la phase de groupe de la Ligue Europa lors d'un match nul 2-2 contre Tottenham Hotspur. Il marque son premier but pour le club à cette occasion avec une égalisation en fin de match.
Le 4 avril 2025, Mats Hummels annonce sa retraite sportive à l'issue de la saison à l'âge de 36 ans,,.

### En sélection nationale

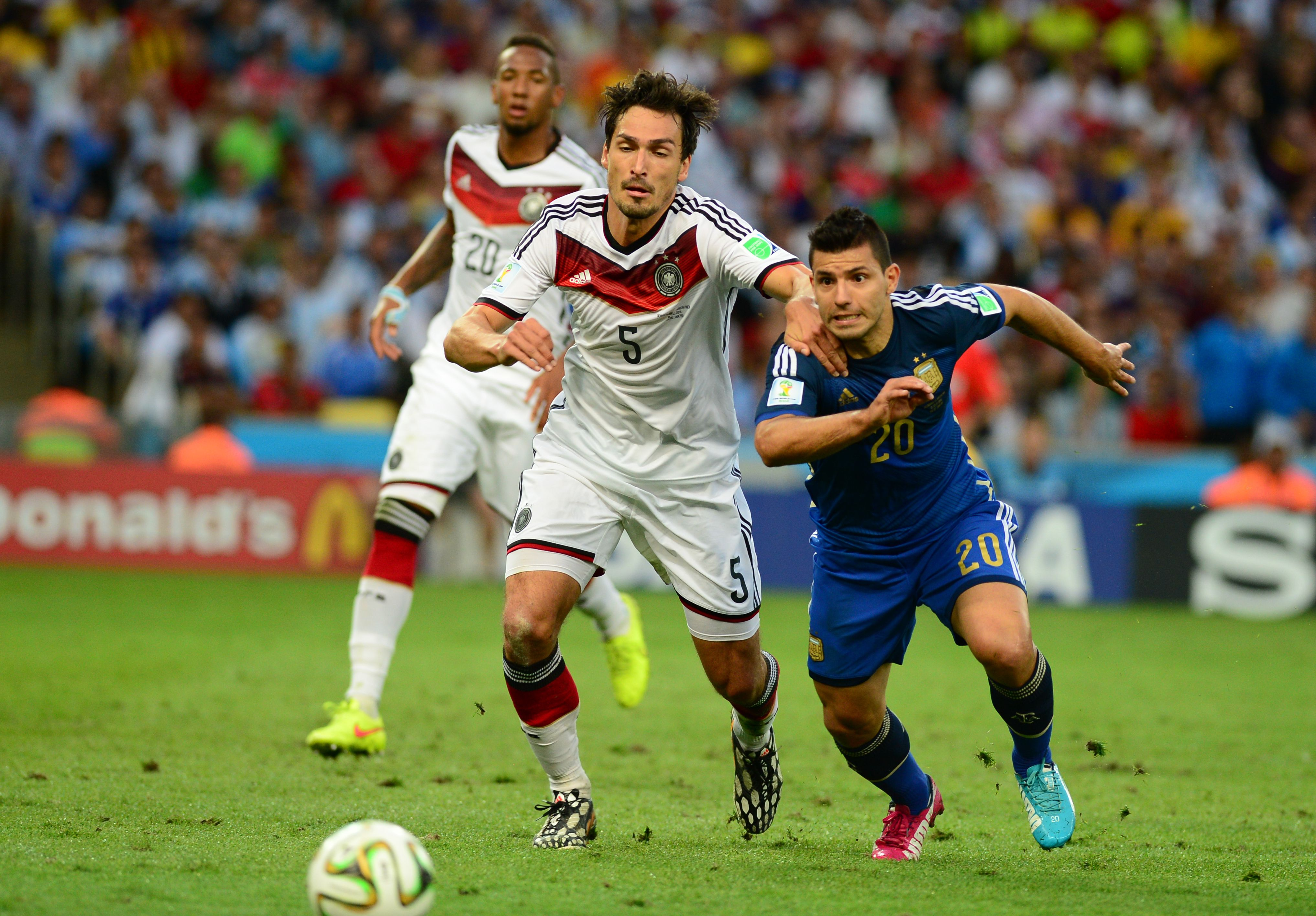
Mats Hummels à la lutte avec Sergio Agüero pendant la finale de la coupe du monde 2014.

Sélectionné dans les sélections allemandes espoirs, Hummels est gravement blessé et manque toute la seconde partie de la saison 2008/09. Il revient à temps pour disputer et remporter l'Euro espoir 2009 avec la équipe d'Allemagne des moins de 21 ans en juin 2009. Au sein de cette équipe, il est titulaire aux côtés de futurs coéquipiers en sélection nationale : Jerome Boateng, Benedikt Höwedes, Sami Khedira ou Mesut Özil. En novembre 2009, lors d'un match de qualification pour l'Euro espoirs 2011 face à Saint-Marin, Hummels inscrit un triplé, contribuant ainsi à la plus large victoire de l'histoire de l'équipe (11-0). Néanmoins, l'Allemagne arrivera troisième de son groupe et ne se qualifiera donc pas pour l'Euro espoirs 2011.
Un an plus tard, le 13 mai 2010, il honore sa première sélection avec l'équipe d'Allemagne de football contre Malte. Il entre en jeu à la place de Serdar Taşçı lors de cette rencontre remportée par son équipe par trois buts à zéro. Il n'est cependant pas retenu pour la Coupe du monde 2010 qui se déroule quelques semaines plus tard. 
Il est titularisé pour la première fois en sélection le 17 novembre 2010, lors d'un match amical, face à la Suède (0-0). Sélectionné avec l'équipe d'Allemagne de football lors des éliminatoires de l'Euro 2012, il inscrit son premier but sous le maillot allemand lors d'un match amical contre la Suisse, le 26 mai 2012 (défaite 5-3 des Allemands). Hummels est retenu dans la sélection appelée à disputer l'Euro 2012. Il est titularisé lors de la compétition aux côtés de Holger Badstuber en défense centrale en lieu et place de Per Mertesacker, hors de forme. Il dispute tous les matchs de son équipe qui perd en demi-finale contre l'Italie, 2 à 1. Malgré la défaite, il impressionne les médias par ses performances,,,,,.
En 2014, il est retenu dans la sélection appelée à disputer la Coupe du monde 2014 qui a lieu au Brésil. Titularisé dès le premier match de poule, Hummels marque le second but de son équipe contre le Portugal, le 16 juin 2014. Blessé, il est contraint de déclarer forfait pour le match de huitième de finale contre l'Algérie. De retour pour les quarts de finale, il s'illustre en marquant le seul but du match face à la France, le 4 juillet 2014, permettant à son équipe de se qualifier pour les demi-finales face au Brésil. Le 13 juillet 2014, il dispute et remporte la finale de la Coupe du monde contre l'Argentine.
Deux ans plus tard, il dispute l'Euro 2016 avec la sélection allemande. Blessé, il ne dispute pas le premier match contre l'Ukraine et fait son retour contre la Pologne. Son association avec Jérôme Boateng est efficace, puisque son équipe n'encaisse qu'un seul but lors des matchs où les deux joueurs sont alignés: un pénalty consécutif à une main de Boateng contre l'Italie en quart de finale. Suspendu à la suite de l'accumulation de deux cartons jaunes,, il ne peut participer à la demi-finale de l'Euro contre la France qui voit l'Allemagne s'incliner 2-0.
En juin 2018, il est sélectionné par Joachim Löw pour participer à la Coupe du monde 2018. Titulaire lors du premier match face au Mexique (défaite 0-1), Hummels se blessera par la suite et ne pourra participer à la rencontre face à la Suède, ce qui n'empêchera pas l'Allemagne de remporter le match 2-1. Hummels fait son retour lors de la défaite 0-2 face à la Corée du Sud, défaite qui entrainera l'élimination des Allemands au Mondial. 
Le 5 mars 2019, Joachim Löw annonce qu'il ne compte plus sélectionner Jérôme Boateng, Thomas Müller et Mats Hummels.
En mai 2021 il est rappelé par Joachim Löw tout comme Thomas Müller, et retenu dans la liste pour participer à l'Euro 2020.
Hummels est absent de la liste de la sélection allemande pour participer à la Coupe du monde 2022, dévoilée par le sélectionneur Hansi Flick le 10 novembre 2022. Absent de la sélection depuis 2021 sous le mandat de Flick qui est renvoyé en septembre 2023, Hummels figure en octobre 2023 dans la première liste de joueurs établie par son successeur Julian Nagelsmann,. En revanche, le 16 mai 2024, ce même sélectionneur ne le retient pas dans sa liste pour disputer l'Euro 2024 en Allemagne,.

### Vie privée
Il rencontre la journaliste allemande Cathy Fischer en 2007, ils se marient en 2015. Ils ont un fils prénommé Ludwig qui est venu au monde le 11 janvier 2018.
Le couple annonce officiellement leur divorce en décembre 2022 tout en restant sur de bons termes.

## Style de jeu
Hummels est un défenseur central complet et un élément clef du système défensif de son équipe. De par sa grande taille (1,91 m), il est à l'aise et dominant dans le jeu aérien, marquant la plupart de ses buts de cette façon. Les observateurs soulignent également la qualité de 
ses tacles, comparable à ceux de Thiago Silva, et qui permettent fréquemment de récupérer le ballon sans commettre de faute. 
Hummels possède un bagage technique développé pour son poste ainsi qu'une élégance dans l’exécution de ses gestes. Il se démarque par la précision de ses passes et son apport dans la construction du jeu de l'équipe, n'hésitant pas à se projeter vers l'avant. Malgré un poste reculé et voué à la défense, Hummels peut se muer en passeur décisif, chose rare chez un central. Son habileté à combiner un jeu défensif et offensif lui vaut des comparaisons avec son compatriote Franz Beckenbauer, talentueux libéro connu pour sa finesse technique,,. Composé et calme, l'international allemand est considéré comme l'un des meilleurs défenseurs de sa génération. 

## Statistiques

### Statistiques détaillées
| Saison                | Club                     | Championnat           | Championnat | Championnat | Championnat | Coupe(s) nationale(s) | Coupe(s) nationale(s) | Coupe(s) nationale(s) | Supercoupe | Supercoupe | Supercoupe | Compétition(s) continentale(s) | Compétition(s) continentale(s) | Compétition(s) continentale(s) | Compétition(s) continentale(s) | Allemagne | Allemagne | Allemagne | Total | Total | Total |
| Saison                | Club                     | Division              | M.          | B.          | P.d.        | M.                    | B.                    | P.d.                  | M.         | B.         | P.d.       | Comp.                          | M.                             | B.                             | P.d.                           | M.        | B.        | P.d.      | M.    | B.    | P.d.  |
| 2006-2007             | Bayern Munich            | Bundesliga            | 1           | 0           | 0           | 1                     | 0                     | 0                     | 0          | 0          | 0          | C1                             | -                              | -                              | -                              | -         | -         | -         | 2     | 0     | 0     |
| 2007-2008             | Bayern Munich            | Bundesliga            | 0           | 0           | 0           | 0                     | 0                     | 0                     | 0          | 0          | 0          | C3                             | -                              | -                              | -                              | -         | -         | -         | 0     | 0     | 0     |
| Sous-total            | Sous-total               | Sous-total            | 1           | 0           | 0           | 1                     | 0                     | 0                     | -          | -          | -          | -                              | -                              | -                              | -                              | -         | -         | -         | 2     | 0     | 0     |
| 2007-2008             | Borussia Dortmund (prêt) | Bundesliga            | 13          | 0           | 0           | 3                     | 0                     | 0                     | -          | -          | -          | -                              | -                              | -                              | -                              | -         | -         | -         | 16    | 0     | 0     |
| 2008-2009             | Borussia Dortmund (prêt) | Bundesliga            | 12          | 1           | 0           | 1                     | 0                     | 0                     | -          | -          | -          | C3                             | 1                              | 0                              | 0                              | -         | -         | -         | 14    | 1     | 0     |
| 2009-2010             | Borussia Dortmund        | Bundesliga            | 30          | 5           | 1           | 3                     | 0                     | 1                     | -          | -          | -          | -                              | -                              | -                              | -                              | 1         | 0         | 0         | 34    | 5     | 2     |
| 2010-2011             | Borussia Dortmund        | Bundesliga            | 32          | 5           | 1           | 2                     | 0                     | 0                     | -          | -          | -          | C3                             | 8                              | 1                              | 0                              | 6         | 0         | 0         | 48    | 6     | 1     |
| 2011-2012             | Borussia Dortmund        | Bundesliga            | 33          | 1           | 4           | 6                     | 1                     | 0                     | 1          | 0          | 0          | C1                             | 6                              | 1                              | 0                              | 12        | 1         | 1         | 58    | 4     | 5     |
| 2012-2013             | Borussia Dortmund        | Bundesliga            | 28          | 1           | 3           | 2                     | 1                     | 0                     | 1          | 0          | 0          | C1                             | 11                             | 1                              | 1                              | 5         | 0         | 1         | 47    | 3     | 5     |
| 2013-2014             | Borussia Dortmund        | Bundesliga            | 23          | 2           | 2           | 4                     | 0                     | 0                     | 1          | 0          | 0          | C1                             | 6                              | 0                              | 0                              | 12        | 3         | 1         | 46    | 5     | 3     |
| 2014-2015             | Borussia Dortmund        | Bundesliga            | 24          | 2           | 0           | 4                     | 0                     | 0                     | 0          | 0          | 0          | C1                             | 4                              | 0                              | 0                              | 3         | 0         | 0         | 35    | 2     | 0     |
| 2015-2016             | Borussia Dortmund        | Bundesliga            | 30          | 2           | 2           | 6                     | 0                     | 0                     | -          | -          | -          | C3                             | 14                             | 1                              | 2                              | 11        | 0         | 0         | 61    | 3     | 4     |
| Sous-total            | Sous-total               | Sous-total            | 225         | 19          | 13          | 31                    | 2                     | 1                     | 3          | 0          | 0          | -                              | 50                             | 4                              | 3                              | 50        | 4         | 3         | 359   | 29    | 20    |
| 2016-2017             | Bayern Munich            | Bundesliga            | 27          | 1           | 1           | 5                     | 2                     | 0                     | 1          | 0          | 1          | C1                             | 9                              | 0                              | 0                              | 7         | 0         | 1         | 49    | 3     | 3     |
| 2017-2018             | Bayern Munich            | Bundesliga            | 26          | 1           | 1           | 5                     | 1                     | 1                     | 1          | 0          | 0          | C1                             | 9                              | 1                              | 0                              | 9         | 1         | 0         | 50    | 4     | 2     |
| 2018-2019             | Bayern Munich            | Bundesliga            | 21          | 1           | 1           | 5                     | 0                     | 1                     | 1          | 0          | 0          | C1                             | 6                              | 1                              | 0                              | 4         | 0         | 0         | 37    | 2     | 2     |
| Sous-total            | Sous-total               | Sous-total            | 74          | 3           | 3           | 15                    | 3                     | 2                     | 3          | 0          | 1          | -                              | 24                             | 2                              | 0                              | 20        | 1         | 1         | 136   | 9     | 7     |
| 2019-2020             | Borussia Dortmund        | Bundesliga            | 31          | 1           | 3           | 2                     | 0                     | 0                     | -          | -          | -          | C1                             | 8                              | 0                              | 0                              | -         | -         | -         | 41    | 1     | 3     |
| 2020-2021             | Borussia Dortmund        | Bundesliga            | 32          | 5           | 0           | 4                     | 1                     | 0                     | 1          | 0          | 0          | C1                             | 10                             | 0                              | 0                              | 6         | 0         | 1         | 53    | 6     | 1     |
| 2021-2022             | Borussia Dortmund        | Bundesliga            | 22          | 1           | 0           | 2                     | 0                     | 0                     | -          | -          | -          | C1+C3                          | 5+2                            | 0                              | 0                              | 0         | 0         | 0         | 31    | 1     | 0     |
| 2022-2023             | Borussia Dortmund        | Bundesliga            | 30          | 1           | 0           | 4                     | 0                     | 0                     | -          | -          | -          | C1                             | 4                              | 0                              | 0                              | -         | -         | -         | 38    | 1     | 0     |
| 2023-2024             | Borussia Dortmund        | Bundesliga            | 25          | 3           | 0           | 2                     | 0                     | 0                     | -          | -          | -          | C1                             | 13                             | 1                              | 0                              | 2         | 0         | 0         | 42    | 4     | 0     |
| Sous-total            | Sous-total               | Sous-total            | 140         | 11          | 3           | 14                    | 1                     | 0                     | 1          | 0          | -          | -                              | 42                             | 1                              | 0                              | 8         | 0         | 1         | 205   | 13    | 4     |
| 2024-2025             | AS Rome                  | Serie A               | 14          | 0           | 0           | 1                     | 0                     | 0                     | -          | -          | -          | C3                             | 5                              | 1                              | 0                              | -         | -         | -         | 20    | 1     | 0     |
| Sous-total            | Sous-total               | Sous-total            | 14          | 0           | 0           | 1                     | 0                     | 0                     | 0          | 0          | -          | -                              | 5                              | 1                              | 0                              | 0         | 0         | 0         | 20    | 1     | 0     |
| Total sur la carrière | Total sur la carrière    | Total sur la carrière | 453         | 32          | 19          | 62                    | 6                     | 3                     | 7          | 0          | 1          | -                              | 120                            | 8                              | 4                              | 78        | 5         | 5         | 720   | 51    | 32    |

### Buts internationaux
| 0     | Date                                                                                | Lieu                                                                                | Compétition                                                                         | Résultat                                                                            | Adversaire                                                                          | Détail                                                                              | Détail                                                                              | Détail                                                                              | Sél.                                                                                |
| ----- | ----------------------------------------------------------------------------------- | ----------------------------------------------------------------------------------- | ----------------------------------------------------------------------------------- | ----------------------------------------------------------------------------------- | ----------------------------------------------------------------------------------- | ----------------------------------------------------------------------------------- | ----------------------------------------------------------------------------------- | ----------------------------------------------------------------------------------- | ----------------------------------------------------------------------------------- |
| 1er   | 26 mai 2012                                                                         | Parc Saint-Jacques, Bâle, Suisse                                                    | Match amical                                                                        | P 5-3                                                                               | Suisse                                                                              | 45e                                                                                 | de la tête                                                                          | 2-1                                                                                 | 14e                                                                                 |
| 2e    | 15 novembre 2013                                                                    | Stade San Siro, Milan, Italie                                                       | Match amical                                                                        | N 1-1                                                                               | Italie                                                                              | 8e                                                                                  | de la tête                                                                          | 0-1                                                                                 | 27e                                                                                 |
| 3e    | 16 juin 2014                                                                        | Fonte Nova, Salvador, Brésil                                                        | Premier tour de la Coupe du monde 2014                                              | V 4-0                                                                               | Portugal                                                                            | 32e                                                                                 | de la tête                                                                          | 2-0                                                                                 | 31e                                                                                 |
| 4e    | 4 juillet 2014                                                                      | Stade Maracanã, Rio de Janeiro, Brésil                                              | Quart de finale de la Coupe du monde 2014                                           | V 0-1                                                                               | France                                                                              | 13e                                                                                 | de la tête                                                                          | 0-1                                                                                 | 34e                                                                                 |
| 5e    | 1er septembre 2017                                                                  | Eden Aréna, Prague, Tchéquie                                                        | Éliminatoires Coupe du monde 2018                                                   | V 1-2                                                                               | Tchéquie                                                                            | 88e                                                                                 | de la tête                                                                          | 1-2                                                                                 | 58e                                                                                 |
| Total | 5 buts (5 de la tête) en 70 sélections entre le 13 mai 2010 et le 19 novembre 2018. | 5 buts (5 de la tête) en 70 sélections entre le 13 mai 2010 et le 19 novembre 2018. | 5 buts (5 de la tête) en 70 sélections entre le 13 mai 2010 et le 19 novembre 2018. | 5 buts (5 de la tête) en 70 sélections entre le 13 mai 2010 et le 19 novembre 2018. | 5 buts (5 de la tête) en 70 sélections entre le 13 mai 2010 et le 19 novembre 2018. | 5 buts (5 de la tête) en 70 sélections entre le 13 mai 2010 et le 19 novembre 2018. | 5 buts (5 de la tête) en 70 sélections entre le 13 mai 2010 et le 19 novembre 2018. | 5 buts (5 de la tête) en 70 sélections entre le 13 mai 2010 et le 19 novembre 2018. | 5 buts (5 de la tête) en 70 sélections entre le 13 mai 2010 et le 19 novembre 2018. |

## Palmarès

### En club
- Borussia Dortmund
  - Champion d'Allemagne en 2011 et 2012.
  - Vice-champion en 2013, 2014, 2016, 2020 et 2022.
  - Vainqueur de la Coupe d'Allemagne en 2012 et 2021
  - Finaliste de la Coupe d'Allemagne en 2014, 2015 et 2016
  - Vainqueur de la Supercoupe d'Allemagne en 2013, 2014 et 2019
  - Finaliste de la Ligue des champions en 2013 et 2024

- Bayern Munich
  - Champion d'Allemagne en 2017, 2018 et 2019
  - Vainqueur de la Coupe d'Allemagne en 2019
  - Vainqueur de la Supercoupe d'Allemagne en 2016 et 2017

### En sélection
Allemagne
- Vainqueur de la Coupe du monde en 2014
- Vainqueur du Championnat d'Europe espoirs en 2009

### Distinctions individuelles
- Membre de l'équipe type de la Ligue des Champions de l'UEFA en 2013 et en 2024
- Membre de l'équipe type de la Coupe du monde en 2014
- 29ème au Ballon d'or 2024